# Six écoles de la Capitale du Sud
Les Six écoles de la Capitale du Sud (南都六宗, Nanto roku shū) sont six écoles bouddhiques apparues au Japon lors de l'Époque de Nara (710-784). Elles sont aussi connues sous le nom de Sectes de Nara (qui fut la « capitale du Sud » de 710 à 784). Elles sont les principales écoles de la première phase de développement du bouddhisme dans ce pays — bien que quatre d'entre elles sont en fait antérieures à l'époque de Nara. 

## Les six écoles
Ci-après la liste des six écoles dans leur ordre chronologique d'apparition. 

### L'école Sanron
L'école Sanron (三論宗, sanron shū), ou « école des Trois Traités », a été importée de Chine en 625 par le moine coréen Ekan . Elle se fonde sur trois traités du courant Madyamika, deux de Nâgârjuna et le troisième de Āryadeva, un de ses proches disciples. L'école était établie dans le monastère de Hôryû-ji.

### L'école Jōjitsu
L'école Jōjitsu (成実宗, jōjitsu shū) a été introduite la même année, aussi par Ekan. Elle s'appuie sur le Satyasiddhiśāstra (« Traité de l'établissement de la vérité ») du moine indien Harivarman. Ce traité était étudié conjointement aux traités du Sanron, et cette école n'eut jamais d'organisation indépendante,. 

### L'école Hossō
L'école Hossō (法相宗, hossō shū), introduite au Japon entre le VIIe siècle et le VIIIe siècle fait partie du bouddhisme mahāyāna. Aussi appelé « secte de la Conscience Pure », ce courant a été importé de Chine par le moine Dōshō, à son retour de Chine en 654.

### L'école Kusha
L'école Kusha (倶舎宗, kusha shū) se base sur l'étude du Trésor de l’Abhidhamma (Abhidharma-kośa-kārikā) du moine bouddhiste Vasubandhu. Introduite en 658 par deux moines, elle n'intéressa que peu de religieux. 

### L'école Kegon
L'école Kegon (華厳宗, kegon shū), littéralement « École de la guirlande de fleurs » est basée sur l'étude de l'Avataṃsakasūtra. C'est le moine Dôsen qui introduisit ce sûtra au Japon en 736. Cette école fut donc importée au Japon au VIIIe siècle, tout comme la dernière, l'école Ritsu. L'empereur Shômu fit construire pour l'école à Nara le Tôdai-ji, plus grand temple de ce temps. Le nom de l'école est une adaptation des mots chinois Hua-yen.

### L'école Ritsu
L'école Ritsu (律宗, risshū), aussi appelée « école de la discipline », se fonde sur le Vinaya, autrement dit sur les règles monastiques (ritsu signifie « discipline »). Elle fut connue grâce au moine chinois Jianzhen (jap. Ganjin).